# Área natural de manejo integrado San Matías
El Área Natural de Manejo Integrado San Matías es un área protegida de Bolivia que abarca las provincias de Ángel Sandóval, Germán Busch, Chiquitos y Velasco en el departamento de Santa Cruz. El área natural fue creada el 31 de julio de 1997 mediante decreto supremo 24734 y cuenta con un área de 2 918 500 ha (29.185 km²) según el decreto de creación, lo que la convierte en el segundo área protegida más grande Bolivia después del parque nacional Kaa Iya. Ocupa en su área tres grandes ecorregiones: el bosque seco chiquitano, sabanas inundables y el cerrado. Su geografía varía entre planicies, serranías y terrenos ondulados con alturas que varían entre los 108 m s. n. m. (Laguna Mandioré) hasta 1 210 m s. n. m. (Serranía de Sunsas).
El acceso al ANMI San Matías es posible en el norte por la carretera Santa Cruz de la Sierra – San Ignacio – San Matías. De esta carretera hay entradas por San Rafael, Tornito, Villazón y Natividad a Candelaria. En el sur, el acceso es por la carretera Santa Cruz de la Sierra – San José de Chiquitos – Roboré – El Carmen Rivero Tórrez – Puerto Suárez – Puerto Quijarro. Desde Roboré se puede ingresar hasta Santo Corazón pasando por Santiago de Chiquitos, y desde El Carmen Rivero Tórrez se puede ingresar a las comunidades de la zona sur del ANMI San Matías, incluido Rincón del Tigre. En la región e incluso dentro del área protegida existen pistas de aterrizaje para avionetas en algunas comunidades y estancias. Otro lugar de ingreso es por el canal Tamengo y a través de él hacia las lagunas Mandioré, La Galba y Uberaba.
El ecosistema del pantanal presenta grandes cambios durante las diferentes épocas del año (llenuras y sequías), gracias a ello existe una gran diversidad de flora y fauna silvestre. La vegetación característica está representada por: morado, cuchi, soto, tajibos, alcornoque, curupaú, tipa, cuta, tacuara, garabatá, palmares de carandá, victoria regia y tarope.

## Historia
El 31 de julio de 1997 fue creada el Área Natural de Manejo Integrado (ANMI) de San Matías, como parte del Sistema Nacional de Áreas Protegidas (SNAP), cubriendo una extensión de 2.918 km². El objetivo principal del ANMI San Matías fue proteger la parte boliviana del Pantanal, aunque luego el área fue expandida para incluir algunas partes del Bosque Seco Chiquitano e incorporó la mayor parte de la Serranía de Sunsas.